# The Battle Rages On...
The Battle Rages On... este al paisprezecelea album de studio al trupei Deep Purple , lansat în 1993 . Este ultimul album înregistrat cu chitaristul Ritchie Blackmore , care a părăsit formația în timpul turneului în Noiembrie 1993 .

## Tracklist
1. "The Battle Rages On" ( Gillan , Blackmore , Glover , Jon Lord , Ian Paice ) (5:57)
2. "Lick It Up" (4:00)
3. "Anya" ( Gillan , Blackmore , Glover , Lord ) (6:32)
4. "Talk About Love" ( Gillan , Blackmore , Glover , Lord , Paice ) (4:08)
5. "Time to Kill" (5:51)
6. "Ramshackle Man" (5:34)
7. "A Twist in The Tale" (4:17)
8. "Nasty Piece of Work" ( Gillan , Blackmore , Glover , Lord ) (4:37)
9. "Solitaire" (4:42)
10. "One Man's Meat" (4:39)

- Toate cântecele au fost scrise de Ian Gillan , Ritchie Blackmore și Roger Glover cu excepția celor notate

## Single
- "The Battle Rages On" (1993)

## Componență
- Ian Gillan - voce
- Ritchie Blackmore - chitară
- Roger Glover - bas
- Jon Lord - orgă , claviaturi
- Ian Paice - tobe